# Della Valle (famiglia)
I Della Valle furono una famiglia della nobiltà municipale capitolina, originaria del rione Pigna e S. Marco presso il Clivus Argentarius altrimenti detto Ascesa di Proto, dove era presente forse sin dal XIII secolo per trasferirsi, a partire dal XV secolo nel rione Sant’Eustachio, nel luogo noto come "Valle" o piazza di Siena, presso la via papalis. Il nome della famiglia, anteriore al XV secolo, potrebbe far riferimento al loro luogo d'origine dato dall'avvallamento presente in età medievale tra il Clivus Argentarius e l'area dei Mercati traianei.

## Storia
I Della Valle si ritiene fossero presenti a Roma probabilmente sin dal basso Medioevo ma riuscirono ad ottenere un ruolo di primo piano nella vita politica cittadina e in Curia solo con l’avvento del pontificato di Martino V che nominò Paolo, conte palatino e noto medico del tempo consultato già da Alessandro V sin dal 1410, suo archiatra confermandogli nel 1418 una donazione di alcune case nel rione Parione, divenendo poco dopo cancelliere perpetuo e conservatore di Roma.
La famiglia che durante il XV secolo era una delle protagoniste sul mercato romano del bestiame, attività in cui erano attivi anche nel rione di origine come proprietari di banchi di macellazione, si distinse sin da quegli anni come una delle più attive in ambito mercantile e in campo giuridico. Risale a questo periodo il sodalizio che sempre legherà i Della Valle alla potente famiglia baronale dei Colonna e alla Curia romana, contrapponendoli in modo particolare alla famiglia Santacroce.
Un Niccolò avvocato concistoriale, fu dotto umanista morto prematuramente. Da un Filippo, anch’esso archiatra pontificio e da una Margani nacque il ben più noto cardinale Andrea, protetto e gratificato di benefici dai pontefici regnanti, che della sua famiglia fu il principale a lasciare nell’Urbe importanti testimonianze, sia con la committenza del sepolcro per il padre Filippo (morto nel 1494) in Santa Maria in Aracoeli, sia portando a termine il nuovo palazzo di famiglia, iniziato a costruire nel 1508, sull’attuale Corso Vittorio (poi ereditato dai Del Bufalo), dopo la distruzione delle loro abitazioni avvenuta, nonostante l’opposizione del cardinale Francesco Piccolomini loro vicino, insieme a quelle di altre famiglie alleate dei Colonna, durante l’episodio della cattura del protonotario Lorenzo Colonna nel 1484, ordinata da Sisto IV e Girolamo Riario, quando furono costretti ad abbandonare la città.
 
Al loro ritorno a Roma, grazie all’appoggio di papa Alessandro VI, Andrea ottenne nuovi favori tra cui il vescovato di Crotone, ottenendo ancora altri prestigiosi incarichi dai pontefici successivi, dovendo però nuovamente fuggire da Roma, durante il sacco di Roma che costò anche il saccheggio del suo palazzo. Pochi anni prima della sua morte dava inizio alla costruzione di un nuovo palazzo attiguo al precedente poi passato per eredità ai Capranica.
Bartolomeo, fratello minore di Andrea, fu collezionista di antichità, conservatore di Roma nel 1505 e Maestro delle strade nel 1517.
All’inizio del XVI secolo, i Della Valle compaiono ai vertici della élite capitolina con una proprietà terriera costituita da 6 casali nella campagna romana, per una superficie complessiva superiore ai 1.500 ettari, aventi una rendita lorda di 1.360 scudi ; ancora nel secolo XVII erano proprietari delle tenute di Tor Vergata, Torre Spaccata, Quadraro e Sette Bassi.
La famiglia fu una delle principali, tra le romane, a costituire collezioni d’arte nel loro palazzo, il cui principale artefice fu il citato cardinale Andrea, rimanendo la loro una delle più importanti del secolo XVI, nel cui cortile ricco di antichi reperti romani, per la sua fastosità fu descritto dall’Aldrovandi e dal Cock.
La famiglia, che eresse la propria cappella gentilizia nella basilica di Santa Maria in Aracoeli, nella ora nota come cappella di San Paolo, si estinse con l'ultima erede Romobera, figlia di Pietro, sposata con Ottavio Del Bufalo durante il XVII secolo.